# Христо Иванов (футболист, р. 2000 г.)
Христо Бисер Иванов (роден на 5 декември 2000 г.) е български футболист, който играе на поста офанзивен полузащитник.

## Кариера
На 23 юни 2021 г. Иванов е обявен за ново попълнение на софийския „Локомотив“. Прави своя дебют на 28 ноември при равенството 2:2 като домакин на ЦСКА 1948.